# مجله بازی‌های کامپیوتری
مجلهٔ بازی‌های کامپیوتری (به انگلیسی: Computer Games Magazine) یک ماهنامهٔ مخصوص بازی‌های ویدئویی است که در اکتبر ۱۹۸۸ تأسیس شد. تاکنون با نام‌های استراتژی پلاس (اکتبر ۱۹۹۰، شماره ۱) و بازی‌های کامپیوتری استراتژی پلاس شناخته شده است، اما پس از خرید توسط theGlobe.com، نام خود را به مجلهٔ بازی‌های رایانه‌ای تغییر داد. تا آوریل ۲۰۰۷، پس از کامپیوتر گیمینگ ورلد رکورد دومین مجلهٔ قدیمی که منحصراً به بازی اختصاص دارد را داشت. در سال های ۱۹۹۸ و ۲۰۰۰، این مجله سومین مجله بزرگ ایالات متحده در این زمینه بود.